# Большой Он
Большой Он (хак. Улуғ Он) — река отрогов Западного Саяна, правый приток р. Она (бассейн р. Абакан).
Длина — 52 км, площадь водосбора — 1041 км². Протекает по территории Таштыпского района. Исток — близ южной границы Республики Хакасия, в 2,2 км юго-западнее Саянского перевала, абсолютная высота около 2200 м. Устье — на северной окраине одноимённого посёлка, абсолютная высота — около 1150 м. Лесистость водосбора — 69 %. Большой Он имеет около 60 притоков различной длины, из них наиболее крупные: Сабалкиас (20 км), Уюк (31 км), Малый Он.
Большинство притоков вытекает из-под курумов и небольших горных озёр. Река горного типа. Русло умеренно извилистое, дно галечно-валунное. Питание преимущественно снеговое. Наблюдения за режимом Большого Она проводятся на гидрологическом посту у посёлка Большой Он с 1962 года. Средне-годовые колебания уровня воды в районе поста — около 1,4 м. Режим характеризуется высоким весенне-летним половодьем, дождевыми паводками и низкой летне-осенней и зимней меженью. Средний годовой расход у посёлка Большой Он составляет 15,7 м³/с, наибольший — 162 м³/с, наименьший — 1,94 м³/с. Средне-годовой модуль стока — 15,1 л/(с×км²).
В ихтиофауне — хариус, ленок, таймень, пескарь, в низовьях — налим. Водные ресурсы используются в рекреационных и хозяйственно-бытовых целях.

## Притоки
км от устья
- 2 км: Малый Он (Левый Малый Он) (пр)
- 19 км: Уюк (пр)
- 25 км: Сабалкиас (пр)
- 31 км: Стоктыш (лв)
- 34 км: Узунозек (пр)

## Данные водного реестра
По данным государственного водного реестра России относится к Енисейскому бассейновому округу, водохозяйственный участок реки — Енисей от Саяно-Шушенского г/у до впадения реки Абакан, речной подбассейн реки — Енисей между слиянием Большого и Малого Енисея и впадением Ангары. Речной бассейн реки — Енисей.